# Baleyssagues
Baleyssagues é uma comuna francesa na região administrativa da Nova Aquitânia, no departamento Lot-et-Garonne. Estende-se por uma área de 8,36 km². Em 2010 a comuna tinha 187 habitantes (densidade: 22,4 hab./km²).